# Csávossy Elemér
Csávosi és bobdai báró Csávossy Elemér (Papd, 1883. október 24. – Pannonhalma, 1972. október 22.) jezsuita szerzetes, a jezsuita rend magyarországi tartományfőnöke, a 20. század első felének jelentős magyar filozófiai és teológiai írója.

## Élete
20 éves korában 1903-ban lépett be a Jézus Társaságba. Először, 1905 és 1908 között filozófiát tanult a jezsuita rend pozsonyi főiskoláján, majd 1908 és 1912 között teológiát az innsbrucki, 1913 és 1915 között matematikát és fizikát a budapesti tudományegyetemen. 1915 és 1921 között a kalocsai jezsuita főgimnáziumban tanított, 1921 és 1924 között pedig  belmissziós lelkészként működött Nagybecskereken. 
1924–től 1927-ig a jezsuita magyarországi tartományfőnöki tisztségét látta el Budapesten. 1927 és 1930 között a szegedi, 1931–32-ben a kalocsai gimnáziumban működött tanárként. 1932-től 1936-ban iskolai igazgató Kalocsán, 1936-tól 1939-ig házfőnök és tanár Szegeden. 1939-től a kassai főiskola igazgatója volt, majd a próbaévesek instruktora az általa alapított budapesti Manrézában. 
1949–1950-ben második alkalommal is kinevezték rendje főnökévé. A jezsuita rend feloszlatása után nem sokkal, 1952-ben hamis vádak alapján bebörtönözték. 4 évnyi börtön után, 1956-ban szabadult. 
1961-től haláláig a pannonhalmi szociális otthonban lakott. Itt is hunyt el 1972-ben, 2 nappal a 89. születésnapja előtt. Sokat tett Bogner Mária Margit boldoggá avatásáért. Elindította Kaszap István, Batthyány-Strattmann László és Apor Vilmos boldoggá avatását.

## Művei
Csávossy jelentős irodalmi tevékenységet fejtett ki a hitbuzgalmi, a filozófiai (bölcseleti) és a hittudományi (teológiai) irodalom területén, ezzel az egyik legtermékenyebb újkori magyar jezsuita író. Elsősorban szociális tárgyú tanulmányai keltenek feltűnést korában. Ugyanakkor alapvető munkát írt a Jézus Szíve-tiszteletről, a Szent Ignác-i lelkigyakorlatokról, Szűz Máriáról, az Oltáriszentségről, és a keresztségről.
- Die Wonne der Schöpfung. Innsbruck, 1909
- Jézus Szent Szívének ájtatossága. Bp., 1916
- Szociáldemokrácia, kommunizmus és kereszténység. Kalocsa, 1920
- Zrínyi-gárda Liga az erkölcs védelmére. Uo., 1920
- Der Lebenstrom. Szabadka, 1923
- Szentbeszédek 1-6. füzet. Uo., 1923-24
- Bepillantások az „Ember fiának” szívébe, . Bp., 1925 (A Szív kis könyvtára 3.)
- Adventi elmélkedések. Uo., 1926
- Szűz Mária titka. Írta B. Louis Marie Grignon de Monfort. Ford. Uo., 1926 (Korda könyvek 11.)
- Imádság és elmélkedés. Uo., 1926 (uaz 12.)
- „Mondj szívem dalt”. Szent kilenced Szűz Mária tiszteletére. Uo., 1927
- „Kérjétek az aratás Urát...” Missziós szent kilenced. Uo., 1929
- A tökéletes Mária-tiszt. Írta Louis Marie Grignon de Monfort. Ford., előszóval és imákkal ellátta. Rákospalota, 1929 (Lelki kultúra könyvei 22.)
- Az Úr Jézus kis kegyeltje. Első áldozó gyermekünk. Írta Sudbrach Károly SJ. Mo-i tapasztalatok hozzáfűzésével s.a.r. Uo., 1930
- Rózsaszirmok. Liziői Kis Szent Teréz imakönyve. Uo., 1932
- A katolicizmus társad. ereje és feladatai. Kalocsa, 1932
- A kapitalizmus és a szocializmus harca. Uo., 1932
- A lélek miséje. Írta Jean Astruc. Ford. és átd. Uo., 1932
- A mai kapitalizmus és annak szelleme. Szombathely, 1932
- A „Rerum novarum” szelleme az ifjúság nevelésében. Kalocsa, 1932
- Az új társadalmi rend. Uo., 1932
- A kibontakozás útja. Bp., 1933
- A szent óra. Vezérfonal az 1933. IV. 6-i ... ájtatosság megtartásához. Kalocsa, 1933
- Jézus szíve elmélkedések. A kilenc szeretet-szolgálat, . Bp., 1934
- Egy sír a Duna fölött. Mária Margit nővér élete és naplója, . Uo., 1934
- Énekeljetek az Úrnak. Az Énekek éneke elmélkedésekben. Uo., 1934
- Örök igazságok. Lelkigyakorlat. Uo., 1934
- Együtt a Mesterrel. Jézus Szíve-lelkigyakorlat. Uo., 1935
- A Nagy Király nyomdokain. Lelki gyakorlat. Uo., 1935
- Egy élet Jézusért (Tóth Ilonka). Uo., 1936
- Kereszt és feltámadás. Lelkigyakorlatok. Uo., 1936
- Ut sint unum. A krisztusi és a felebaráti szeretet lelkiségének forrásai. Rákospalota, 1936 (Lelkiélet kis könyvei 18.)
- A boldogság útja. Személyünk felajánlása Jézus Szt Szívének. Írta F. Alcaniz. Ford. Bp., 1936
- Az idők nagy jele. Uo., 1937
- Készület a nagy lakomára. Írta Moritz Meschler. Ford. Uo., 1937
- Kis elmélkedések Jézus Szíve zsolozsmájáról. Uo., 1937
- A szeretet nagy titka. Szentbeszédek, elmélkedések és gyakorlati utasítások. Uo., 1937
- Szt Ignác kilenced. Uo., 1937
- Az újjászületés szentsége. Uo., 1937
- Ave Maria. Beszédek és előadások. Uo., 1938
- Szent imaóra. Uo., 1938
- Túlvilági valóságok és szociális problémák. Cikkek, beszédek. Uo., 1938
- Ünnepek ünnepe. Néhány szó Jézus Szíve ünnepéről. Uo., 1938
- Elmélkedések a Szt Vérről kilencnapi ájtatosság keretében. Uo., 1939
- Egy leányélet elindul a jó Istenhez vezető úton. Uo., 1940
- Érd angyala. Bogner Mária Margit nővér élete és erényei. Uo., 1941
- Ige és élet. 1-2. köt. Szentbeszédek és vázlatok. Uo., 1939-41
- Manréza iskolája. Uo., 1941
- Szociális igazságosság (+ Németh István: Szociális igazságosság) Uo., 1941 (Actio Catholica 89.)
- Isten szolgája. Kaszap István boldoggá és szentté avatása pörében bizonyításra előterjesztett cikkelyek. Szeged, 1941
- Met Jesus' Hart woor cogen. Roermond, 1941
- Ádventi és karácsonyi elmélkedések. Bp., 1942
- A századok nagy jele. A Jézus Szíve-tiszt. mivolta, gyakorlata és jelentősége. Uo., 1942
- Előkészület a keresztény házasságra. Uo., 1942 (Actio Catholica 96.)
- Sponsa Dei. Elmélkedések. Rákospalota, 1942 (Lelki kultúra könyvei 18.)
- A „Családi napok” vezér- és forgatókönyve. Bp., 1943 (Actio Catholica)
- Bogner Mária Margit Isten szolgálója érdi vizitációs nővér lelki naplója és levelei. Halálának 10. évfordulója emlékére kiadta, előszó és jegyz. Uo., 1943
- Litánia papok szombatjára. Kassa, 1943
- Cikkelyek, melyek Isten szolgája Batthyány-Strattmann László hg. boldoggá és szentté avatási ügye folyamán bizonyításra kerülnek. Bp., 1944
- Isten szolgája. Kaszap István betegségéről boldoggá és szentté avatási pörében bizonyításra pótlólag előterjesztett cikkelyek. Előterjeszti. Szeged, 1944
- Szűz Mária szeplőtelen szívének tisztelete. Bp., 1944
- A szívek királynője. A tökéletes Máriatisztelet rövid ismertetése. Uo., 1944
- Máriát dicsérni hívek jöjjetek! Szűz Mária-imádságok. Uo., 1948
- A nagy jel az égen. Mária-tiszteletünk alapja és gyakorlata. Uo., 1948
- Misztikus versek; Korda, Kecskemét, 2002

Cikkeit Cs. Béla, majd Cs. B. Elemér, végül Cs. Elemér néven írta.